# Карлсхамн
Карлсхамн (швед. Karlshamn) — город в Швеции в лене Блекинге, административный центр Карлсхамнской коммуны.
Население — 18 768 человек.
Карлсхамн расположен в устье впадающей в Балтийское море реки Миеон и является крупным портовым городом, имеющим один из самых больших и современных портов в Швеции. Через город проходит железная дорога Кристианстад-Карлскруна. Планировка Карлсхамна была осуществлена известным шведским инженером Эриком Дальбергом в 60-х гг. XVII века и имеет вид сетки: длинные улицы проложены вдоль Миеона, короткие отходят перпендикулярно от них. В городе сохранилось несколько деревянных зданий XVIII века.

## История
На месте Карлсхамна издавна существовал оживлённый датский порт Бодекулль, но после перехода Блекинге под власть Швеции поселение в 1664 году получило городские права, а два года спустя и новое название. Город часто подвергался разорению, особенно в годы войны за Сконе (1675–79). В начале XVIII века в Карлсхамне проживало около 1800 жителей. К 1800 году население возросло до 3000 человек, что было обусловлено интенсивным развитием торговли и морского судоходства.
Как и многие другие приморские города, в XIX и на протяжении значительной части XX века Карлсхамн влачил жалкое существование. С 1805 года по 1950 он переместился в списке крупнейших шведских городов с 12-го на 67-е место. Однако после 1960 года ситуация изменилась, и Карлсхамн превратился в один из важнейших портов южной Швеции.

## Галерея

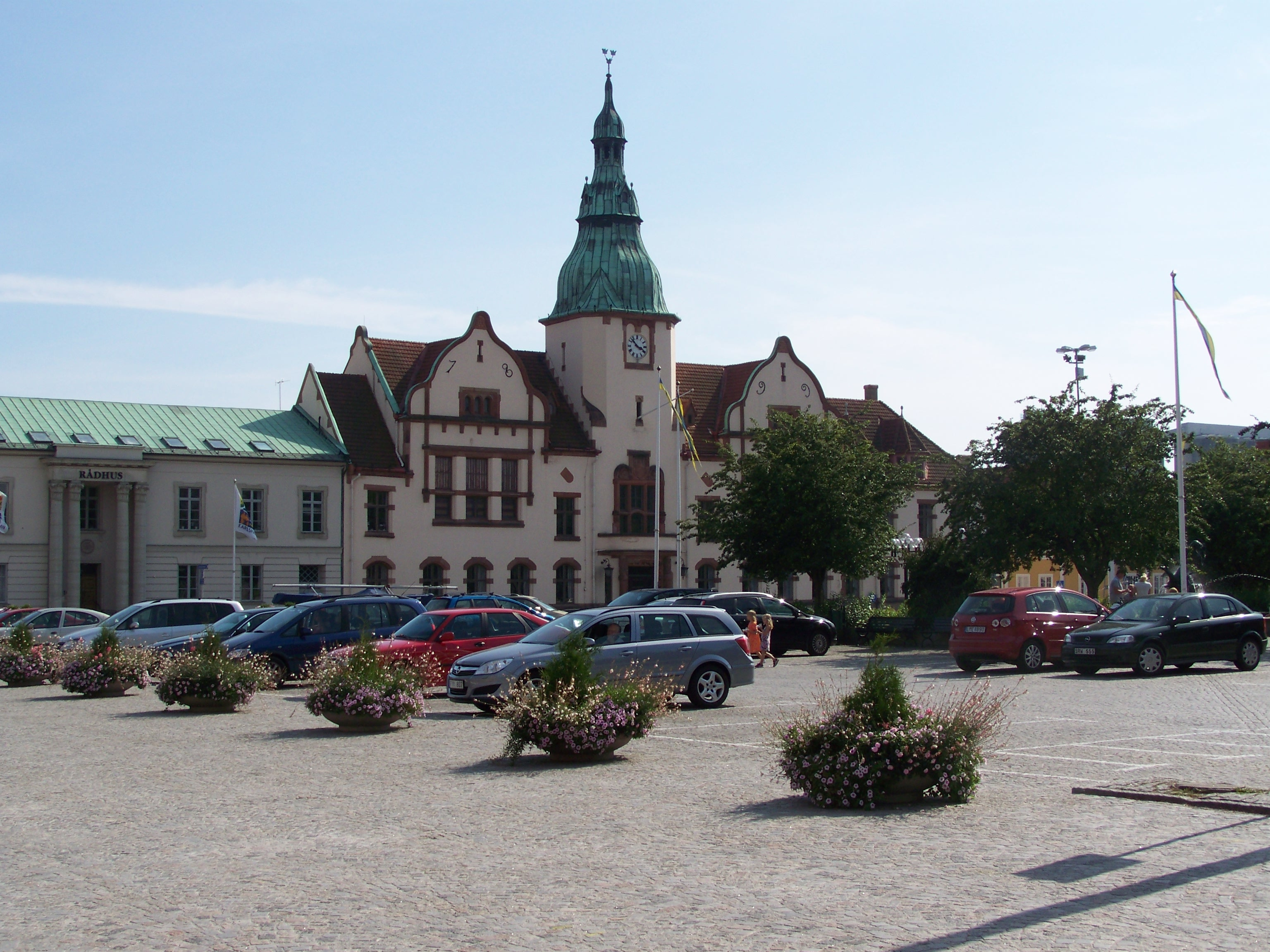
Центральная площадь и ратуша
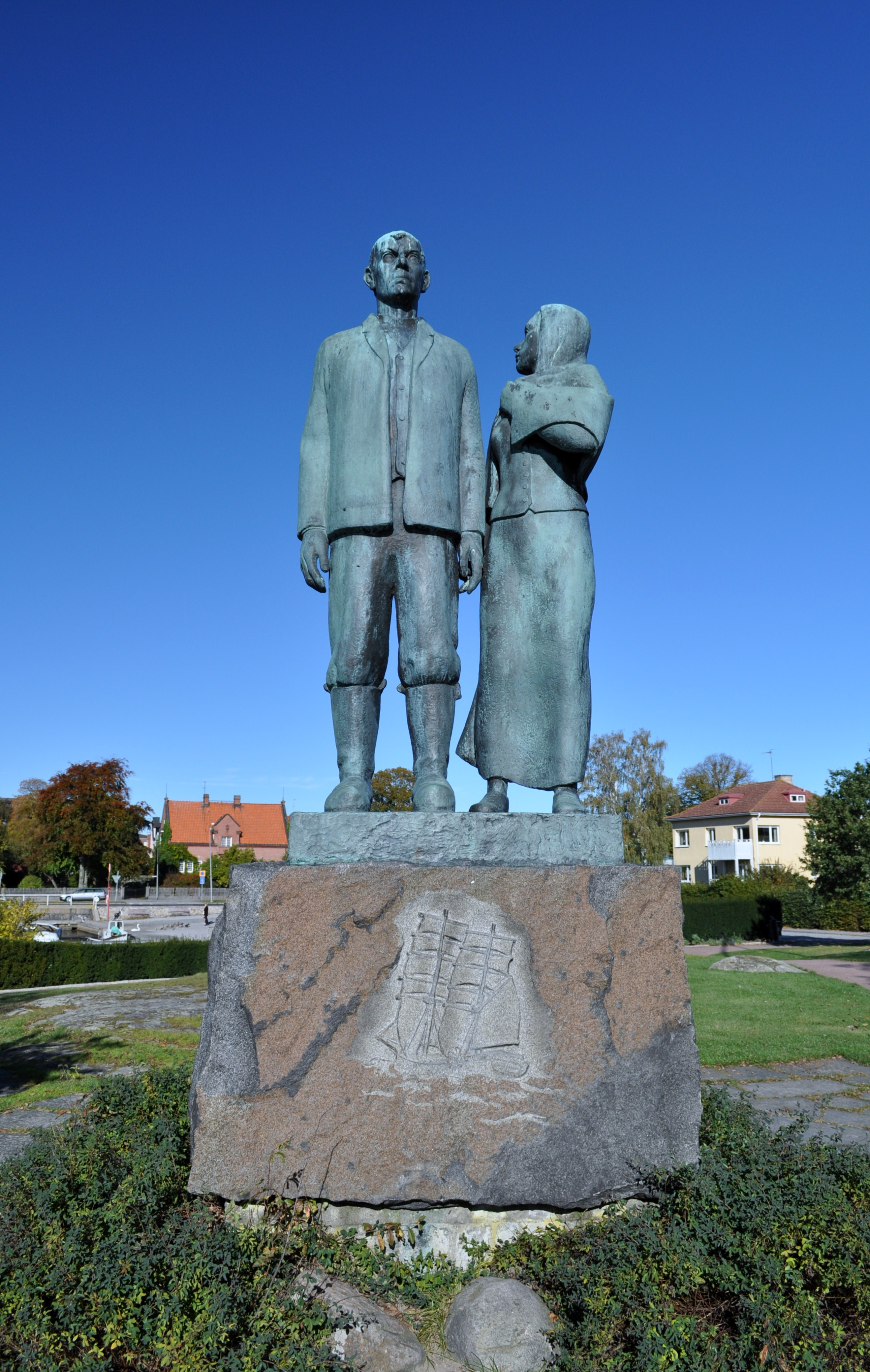
Памятник эмигрантам. Скульптор Аксель Улльсон
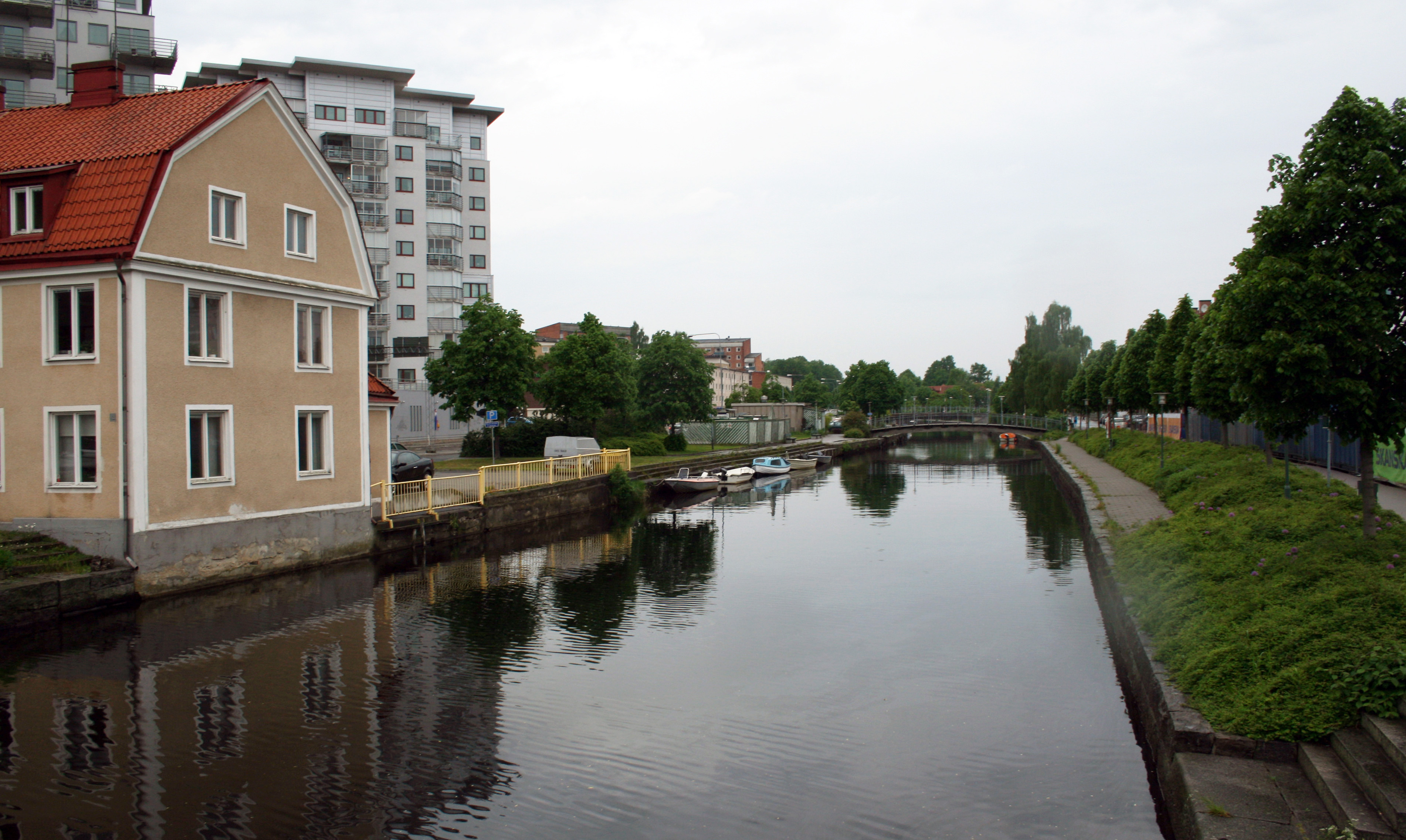
Миеон в Карлсхамне

## Города-побратимы
- Светлый, Россия
- Сопот, Польша
- Штаде, Германия